# Аттила Дорн
Карстен Брилл (нем. Karsten Brill; род. 27 октября 1970, Бус), более известный под сценическим именем Аттила Дорн (нем. Attila Dorn) — немецкий певец. С 2003 года он является ведущим вокалистом пауэр-метал группы Powerwolf.

## Карьера

### Dragon's Tongue и Meskalin (1991—1998)
В 1991 году Брилл вместе с Дереком Бутшем (ударные), Маркусом Гёргом (бас), Торстеном Ной (лид-гитара) и Штефаном Райле (ритм-гитара) создали Dragon's Tongue, первую гранж-группу в Саарланде. В 1996 году они сменили название на Meskalin. Группа была расформирована после смерти Дерека Бутша в 1998 году.

### Red Aim (1999—2006)
Брилл пришел в Red Aim вместо Паскаля Флаха в 1999 году под псевдонимом Dr. Don Rogers. После того, как он присоединился к группе, их музыка стала больше развиваться в направлении панк-рока и хэви-метала. С его участием они также перезаписали свой первый студийный альбом Call Me Tiger в 2000 году.

### Powerwolf (2003 — наст. время)
Он присоединился к Powerwolf вместе с другими участниками Red Aim в 2003 году. Как и другие участники группы, он решил выбрать себе псевдоним — Аттила Дорн и создать вокруг него предысторию. Согласно ей, Аттила наполовину румын и наполовину венгр. Чарльз и Мэтью Грейвольф встретили его в пабе в Сигишоаре во время своего отпуска в Румынии и пригласили присоединиться к своей группе. Вскоре после этого Аттила переехал в родной для Powerwolf город Саарбрюккен и стал фронтменом группы.
22 октября 2005 года в Кауфбойрене он выступил вживую с Gamma Ray во время исполнения их песни «Blood Religion».
Он был приглашен на концерт группы Sabaton в Оберхаузене 17 сентября 2011 года.
В интервью журналу Rock Hard в 2013 году Мэтью Грейвольф подтвердил, что Дорн не из Румынии.
Газета Neue Osnabrücker Zeitung сравнила персонажа Бриля Аттилу Дорна с графом Дракулой, Hannoversche Allgemeine Zeitung описала его как «сочетание монаха и крестоносца», а Die Welt — как «смесь гуннского правителя и православного священника».

## Личная жизнь
Карстен Бриль родился 27 октября 1970 года в городе Бус в семье Альберта Бриля.
16 мая 2015 года он женился на фотографе Powerwolf Дженни Брилл.
Живёт в Саарбрюккене.

## Дискография
Dragons Tongue
- Love But Lies — 1995

Red Aim
- Call Me Tiger — 1999
- The Aprilfuckers — 2000
- Where The Bad Boys Rock — 2001
- Saartanic Cluttydogs — 2002

Powerwolf
- Return in Bloodred — 2005
- Lupus Dei — 2007
- Bible of the Beast — 2009
- Blood of the Saints — 2011
- Preachers of the Night — 2013
- Blessed & Possessed — 2015
- The Sacrament of Sin — 2018
- Metallum Nostrum — 2019
- Call of the Wild — 2021